# Dagens Nyheter Galan 2014
Navigation
Édition précédente Édition suivante
Le Dagens Nyheter Galan 2014 ou DN Galan 2014 est la 47e édition du Dagens Nyheter Galan qui a eu lieu le 21 août 2014 au Stade olympique de Stockholm, en Suède. Il constitue la onzième étape de la Ligue de diamant 2014.

## Résultats

### Hommes
| Épreuve           | Vainqueur                          | Second                               | Troisième                        |
| ----------------- | ---------------------------------- | ------------------------------------ | -------------------------------- |
| 100 m             | Nesta Carter 9 s 96 (SB)           | Keston Bledman 10 s 09               | Chijindu Ujah 10 s 10            |
| 800 m             | Adam Kszczot 1 min 45 s 25         | Ayanleh Souleiman 1 min 45 s 49      | Marcin Lewandowski 1 min 45 s 76 |
| 5 000 m           | Muktar Edris 12 min 54 s 83 (WL)   | Thomas Longosiwa 12 min 56 s 16 (SB) | Caleb Ndiku 12 min 59 s 17 (PB)  |
| 400 m haies       | Michael Tinsley 49 s 60            | Javier Culson 49 s 84                | Jehue Gordon 50 s 13             |
| Saut en longueur  | Godfrey Khotso Mokoena 8,09 m (SB) | Ignisious Gaisah 8,04 m              | Michel Tornéus 8,03 m            |
| Saut à la perche  | Konstadínos Filippídis 5,60 m      | Piotr Lisek 5,60 m                   | Xue Changrui 5,60 m              |
| Lancer du poids   | Reese Hoffa 21,06 m                | Tomas Walsh 20,79 m                  | David Storl 20,77 m              |
| Lancer du javelot | Antti Ruuskanen 87,24 m            | Thomas Röhler 85,12 m                | Tero Pitkämäki 84,73 m           |

### Femmes
| Épreuve          | Vainqueur                      | Seconde                          | Troisième                    |
| ---------------- | ------------------------------ | -------------------------------- | ---------------------------- |
| 200 m            | Allyson Felix 22 s 85          | Tori Bowie 22 s 91               | Joanna Atkins 23 s 19        |
| 400 m            | Novlene Williams-Mills 50 s 09 | Sanya Richards-Ross 50 s 27      | Francena McCorory 50 s 65    |
| 1 500 m          | Jennifer Simpson 4 min 0 s 38  | Genzebe Dibaba 4 min 1 s 00      | Sifan Hassan 4 min 1 s 62    |
| 100 m haies      | Queen Harrison 12 s 66         | Nia Ali 12 s 96                  | Dawn Harper-Nelson 12 s 99   |
| 3 000 m steeple  | Hiwot Ayalew 9 min 17 s 04     | Habiba Ghribi 9 min 18 s 39 (SB) | Emma Coburn 9 min 20 s 31    |
| Saut en longueur | Tianna Bartoletta 6,98 m       | Éloyse Lesueur 6,94 m            | Ivana Španović 6,61 m        |
| Saut en hauteur  | Mariya Kuchina 1,94 m          | Airinė Palšytė 1,94 m            | Ruth Beitia Ana Šimić 1,90 m |
| Lancer du disque | Sandra Perković 66,74 m        | Dani Samuels 65,70 m             | Gia Lewis-Smallwood 65,21 m  |

## Légende
Records et Performances
- AR : Record continental (area record)
- CR : Record des championnats (championship record)
- MR : Record du meeting (meet record)
- NR : Record national (national record)
- OR : Record olympique (olympic record)
- PR : Record paralympique (paralympic record)
- PB : Record personnel (personal best)
- SB : Meilleure performance personnelle de la saison (season's best)
- WL : Meilleure performance mondiale de l'année (world leader)
- WJR : Record du monde junior (world junior record)
- WR : Record du monde (world record)

Circonstances et Conditions
- DNF : N'a pas terminé (did not finish)
- DNS : N'a pas pris le départ (did not start)
- DQ : Disqualification (disqualification)
- NM : Aucun essai valable enregistré (No Mark)
- Q : Qualifié « directement » au prochain tour (ou à la prochaine compétition), lors d'une compétition majeure, grâce au classement ou à la réalisation des minima (automatic qualifier)
- q : Qualifié au prochain tour (ou à la prochaine compétition), lors d'une compétition majeure, grâce au repêchage ou à la réalisation de l'une des meilleures performances parmi celles des « non qualifiés directement » (grâce au meilleur temps ou à la meilleure distance par exemple) (secondary qualifier)